# Анджела Бакстон
Анджела Бакстон (англ. Angela Buxton; 16 серпня 1934 — 14 серпня 2020) — британська тенісистка.
Перемагала на турнірах Великого шолома в парному розряді.
Завершила кар'єру 1957 року.

## Фінали турнірів Великого шолома

### Одиночний розряд (1 поразка)
| Результат | Рік  | Турнір               | Покриття | Суперниця  | Рахунок  | Source |
| --------- | ---- | -------------------- | -------- | ---------- | -------- | ------ |
| Поразка   | 1956 | Вімблдонський турнір | Трава    | Ширлі Фрай | 3–6, 1–6 | [ 5 ]  |

### Парний розряд (2 перемоги)
| Результат | Рік  | Турнір               | Покриття | Партнерка    | Суперниці                   | Рахунок       | Source |
| --------- | ---- | -------------------- | -------- | ------------ | --------------------------- | ------------- | ------ |
| Перемога  | 1956 | Чемпіонат Франції    | Ґрунт    | Алтея Гібсон | Дарлін Гард Дороті Гед Ноуд | 6–8, 8–6, 6–1 | [ 6 ]  |
| Перемога  | 1956 | Вімблдонський турнір | Трава    | Алтея Гібсон | Фей Мюллер Дафні Сіні       | 6–1, 8–6      | [ 6 ]  |

## Часова шкала турнірів Великого шлему в одиночному розряді
| W | Ф | ПФ | ЧФ | #Р | КТ | К# | DNQ | A | NH |

| Турнір               | 1952  | 1953  | 1954  | 1955  | 1956  | Career SR |
| -------------------- | ----- | ----- | ----- | ----- | ----- | --------- |
| Чемпіонат Австралії  |       |       |       |       |       | 0 / 0     |
| Чемпіонат Франції    |       |       | ЧФ    | 3р    | ПФ    | 0 / 3     |
| Вімблдонський турнір | 1р    | 2р    | 2р    | ЧФ    | Ф     | 0 / 5     |
| Чемпіонат США        |       |       |       | 3р    |       | 0 / 1     |
| SR                   | 0 / 1 | 0 / 1 | 0 / 2 | 0 / 3 | 0 / 2 | 0 / 9     |